# Маркош Пауло
Маркош Пауло е бивш бразилски футболист. Играе като полузащитник.
Показва голям потенциал като млас и играе за Удинезе, Спортинг и Макаби. После играе във Втора дивизия в Бразилия.

## Национален отбор
Записал е и 3 мача за националния отбор на Бразилия.
| Бразилия | Бразилия | Бразилия |
| Година   | Мачове   | Голове   |
| -------- | -------- | -------- |
| 1999     | 2        | 1        |
| 2000     | 1        | 0        |
| Общо     | 3        | 1        |